# Kimmicher

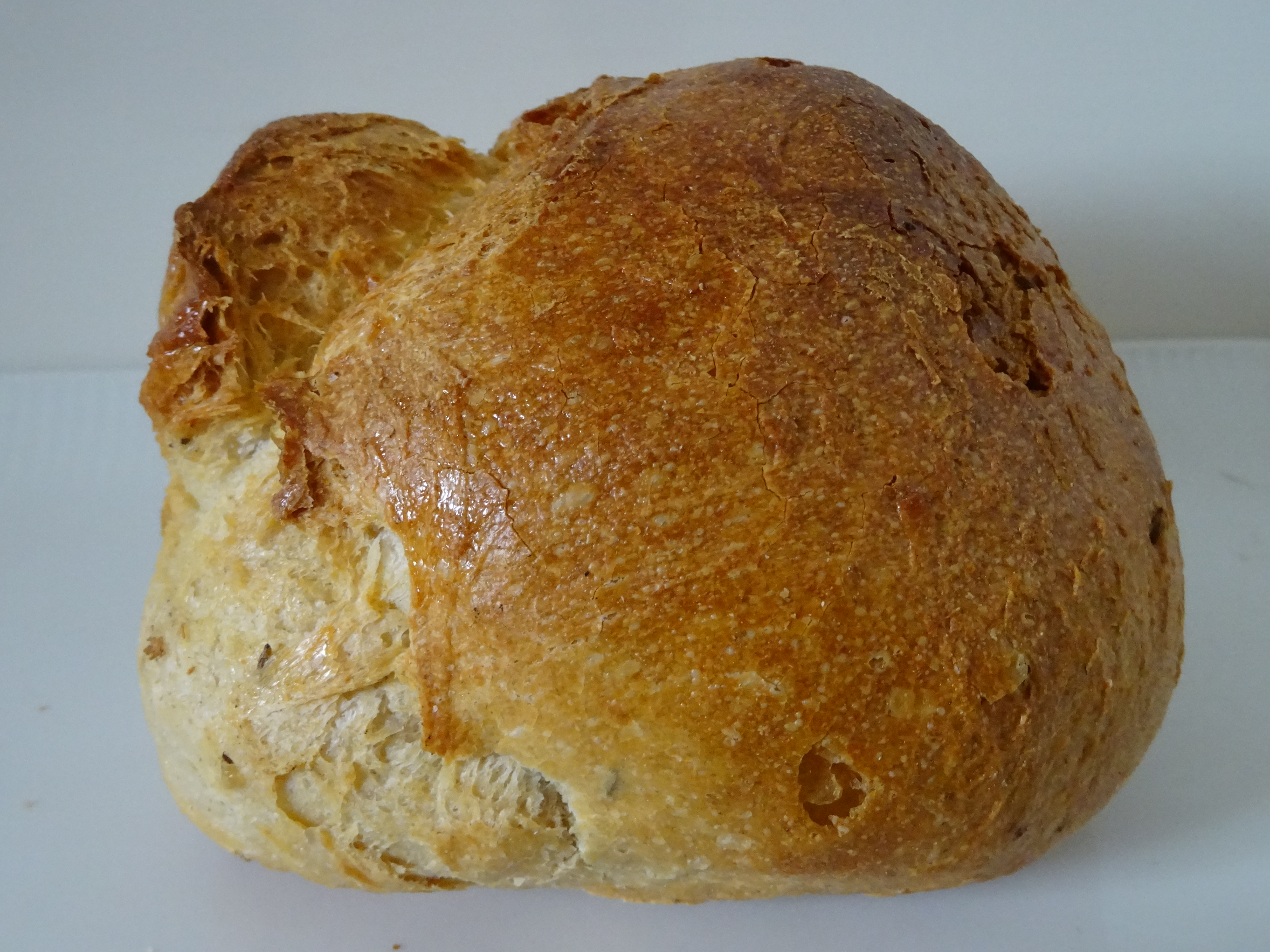
Kimmicher

Der Kimmicher oder auch Reutlinger Kimmicher  ist ein Brötchen, das Kümmel enthält. Daher kommt auch der Name, denn Kimmich ist im Schwäbischen die Bezeichnung für Kümmel.
Seine charakteristische Form mit dem aufgerissenen Rand erhält er durch den Herstellungsprozess, in dem der Kimmicher vor dem Backen eine Stunde ruhen muss.
Der Kimmicher besteht aus Weizenmehl mit etwas Roggenmehl, Wasser, Öl, Salz, Hefe und ganzen Kümmelkörnern. Er benötigt eine längere Teigführung, muss also mehrmals gehen und wieder zusammengeschlagen werden. Dieser Prozess dauert ca. drei Stunden.
Kimmicher werden nicht maschinell geformt, da es sich um einen sehr weichen Teig handelt. Sie werden per Hand geformt und auf der Oberfläche viermal eingeschnitten.
Ein Kimmicher ist etwas größer als ein handelsübliches Brötchen und entspricht ungefähr einer Brotration.

## Geschichte

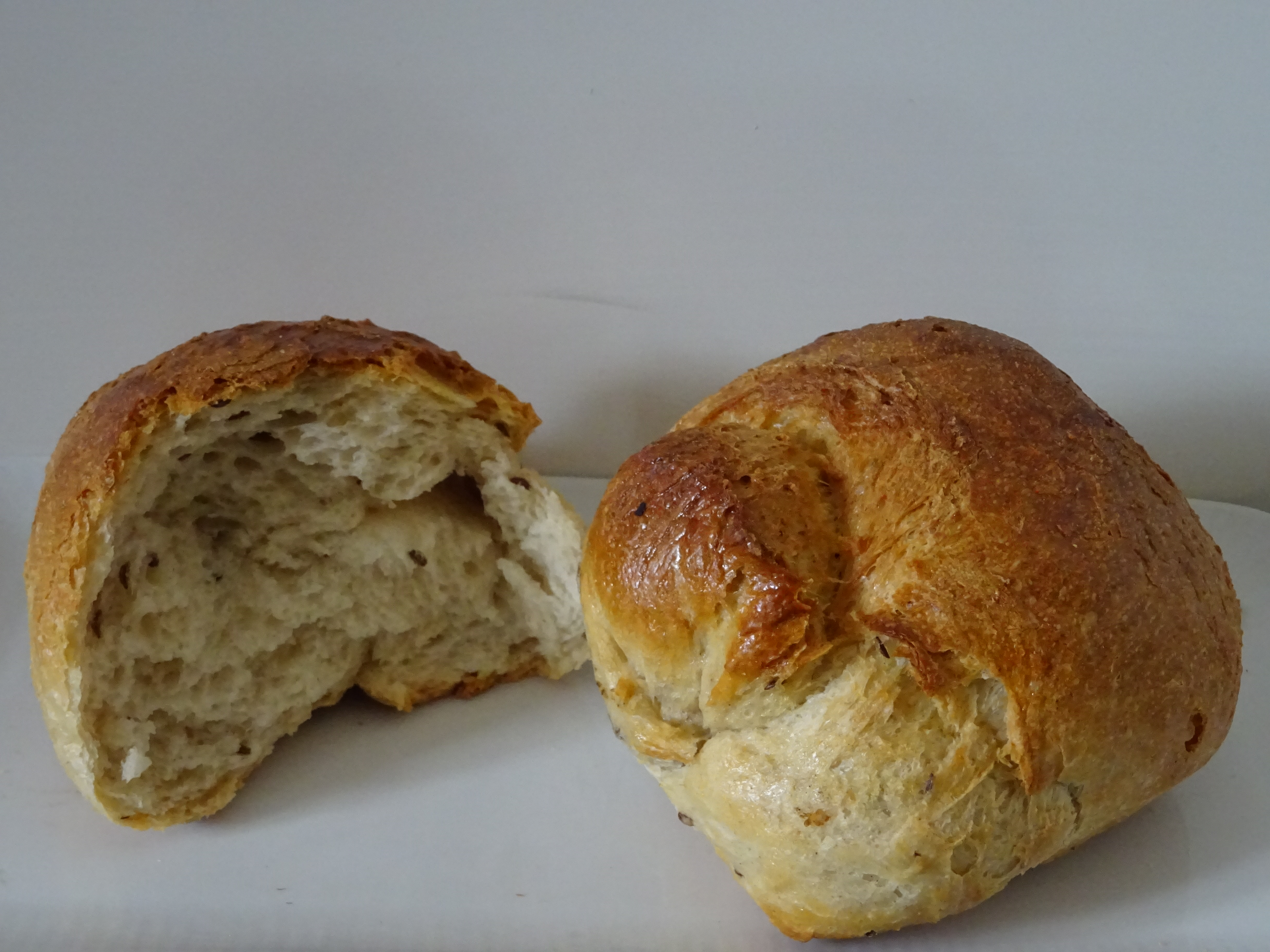
Einmal aufgebrochen, einmal ganz

Der Kimmicher hat in Reutlingen eine lange Tradition, wurde früher aber in ganz Württemberg gebacken. Der älteste bekannte Beleg für dieses Gebäck als Spezialität in Reutlingen ist ein Buch mit dem Titel „Historische Denkwürdigkeiten“ aus dem Jahr 1840. Bis nach dem Ersten Weltkrieg wurden Kimmicher von einigen Bäckern lediglich mittwochs und donnerstags während der Fastenzeit gebacken.